# George Phillips Bond
George Phillips Bond, född den 20 maj 1825 i Dorchester, Massachusetts, död den 17 februari 1865 i Cambridge, Massachusetts, var en amerikansk astronom. Han var son till William Cranch Bond.
Bond efterträdde 1859 sin far som direktör vid Harvard colleges observatorium. Han gjorde iakttagelser rörande Donats komet och Orionnebulosan samt utvecklade astrofotografin.
Asteroiden 767 Bondia är uppkallad efter honom och fadern.